# Instrumento de patrimonio
En contabilidad, un instrumento de patrimonio es cualquier negocio jurídico que evidencia, o refleja, una participación residual en los activos de la empresa que los emite una vez deducidos todos sus pasivos.
 El componente más común y característicos de los instrumentos de patrimonio serían las acciones y participaciones, pero también se pueden incluir dentro de este concepto otros elementos que según el caso pueden tener naturaleza de instrumentos de patrimonio como son el capital privilegiado, el capital sin voto, el capital rescatable, las obligaciones convertibles o la deuda perpetua.
Un instrumento financiero da lugar al nacimiento de un pasivo financiero, un instrumento de patrimonio o un instrumento financiero compuesto, según que por su naturaleza sea considerado deuda o que representan la propiedad de una fracción de una empresa. 
El instrumento de patrimonio de una empresa constituye un activo financiero para la que lo adquiere y así lo recoge el plan general de contabilidad español entre los que incluye acciones, participaciones en instituciones de inversión colectiva y otros instrumentos de patrimonio. Para el emisor, el instrumento de patrimonio propio son todos los elementos financieros que se incluyen dentro de los fondos propios, tal como las acciones ordinarias emitidas o participaciones en el capital social.